# IPhone 6S
iPhone 6S và iPhone 6S Plus (hay còn có cách viết khác là iPhone 6s và iPhone 6s Plus) là những chiếc smartphone được thiết kế bởi Apple Inc.. iPhone 6S và iPhone 6S Plus là hai điện thoại iPhone được giới thiệu vào 9 tháng 9 năm. 2015, tại Bill Graham Civic Auditorium ở San Francisco bởi Giám đốc điều hành Tim Cook. Chiếc iPhone 6S và iPhone 6S Plus là những sản phẩm kế tiếp của iPhone 6 và iPhone 6 Plus, được ra mắt vào 2014.
Hai chiếc iPhone 6S và iPhone 6S Plus không thay đổi gì nhiều về thiết kế so với người tiền nhiệm. Tuy nhiên, nó được trang bị nhiều tính năng mới bao gồm công nghệ cảm ứng lực 3D Touch mới, camera trước và sau đều được nâng cấp, bộ vi xử lý nhanh hơn; bộ vỏ mới được sử dụng vật liệu nhôm Series 7000, máy sẽ nhẹ và chịu lực uốn cong tốt hơn; cảm biến vân tay Touch ID thế hệ thứ hai; kết nối LTE và Wi-Fi tiên tiến hơn và còn có thêm màu Vàng Hồng bên cạnh các màu Xám, Bạc vàng xuất hiện trên các thế hệ trước. Các thiết bị đều đã được cài đặt sẵn hệ điều hành iOS 9.
iPhone 6S và 6S Plus đã đạt kỷ lục mới về doanh thu trong hai ngày cuối tuần đầu tiên, với 13 triệu chiếc được bán, bỏ xa 10 triệu mẫu được bán của iPhone 6 và 6 Plus năm trước đó.

## Lịch sử
Trước khi chính thức được giới thiệu, hình ảnh của chiếc iPhone 6S đã bị rò rỉ trên mạng. Mặc dù không chính thức, những thông tin rò rỉ ra đã xác nhận nhiều tính năng mới của điện thoại. Những tính năng bị rò rỉ ra bao gồm hình ảnh của chiếc iPhone 6S bản 16 GB, vi xử lý mới, vỏ màu Vàng Hồng mới,
Hai chiếc iPhone 6S và iPhone 6S Plus của Apple được chính thức giới thiệu vào ngày 9 tháng 9 năm 2015, trong một sự kiện mang tên là "Hey Siri, give us a hint." ở Bill Graham Civic Auditorium ở San Francisco. Khách hàng đã có thể đặt trước iPhone 6S và iPhone 6S Plus vào ngày 12 tháng 9 năm 2015. Cả hai thiết bị có mặt trong các store vào ngày 25 tháng 9 năm 2015 với mức giá khởi điểm là $199 và $299 cùng với một bản hợp đồng hai năm, $649 và $749 không có hợp đồng.

## Thông số kỹ thuật
Về phần thiết kế, iPhone 6S không có nhiều điểm khác biệt với iPhone 6, thân máy cấu thành từ loại chất liệu nhôm Series 7000 có khả năng chịu lực hơn gấp nhiều lần vốn được sử dụng bởi những Apple Watch Sport  nhằm nâng cao độ bền và độ cứng. Nó có sẵn trong màu Vàng, Bạc, Xám và màu Vàng Hồng - xuất hiện lần đầu trên 6S iPhone 6S được trang bị vi xử lý A9, CPU mạnh hơn 70% và GPU mạnh hơn 90% so với Apple A8 trên iPhone 6. iPhone 6S được trang bị bộ nhớ RAM 2GB, nhiều hơn bất cứ sản phẩm iPhone tiền nhiệm nào, và củng cố LTE cấp cao. Cảm biến vân tay Touch ID cũng được nâng cấp trên phiên bản 6S, với khả năng quét vân tay tiên tiến hơn so với những phiên bản trước.
Cho dù dung lượng pin bị giảm chút ít, nhưng Apple lại đánh giá pin của iPhone 6S và 6S Plus có tuổi thọ trung bình gần giống những người tiền nhiệm. Bộ vi xử lý A9 được duy trì lõi kép của TSMC và Samsung. Mặc dù có những tin đồn rằng phiên bản Samsung ăn pin nhiều hơn so với phiên bản của TSMC, nhưng nhiều bài test đã chỉ ra răng không có sự khác biệt đáng kể giữa hai loại chip. Cho dù không chính thức được xác thực, iPhone 6S có khả năng chịu nước nhờ những thay đổi về thiết kế bên trong, vòng đệm cao su chạy quanh thân máy và bo mạch chủ. Chi tiết này giúp hạn chế nước từ ngoài chảy vào các linh kiện điện tử bên trong
Màn hình giữ nguyên thông số so với iPhone 6, màn hình 4.7 inch cùng độ phân giải 750p và màn hình 5.5 inch với độ phân giải 1080p (Plus). iPhone 6S được trạng bị thêm tính năng mới, được biết đến với tên gọi 3D Touch, cảm ứng nhận biết lực nhấn. Apple đưa lên iPhone 6S ba mức cảm ứng lực là yếu, vừa và mạnh, mỗi lực nhấn là một tác vụ, một chức năng khác nhau đối với từng ứng dụng. 3D Touch được kết hợp với Taptic Engine sẽ phản hồi lại người dùng bằng cách rung lên. Mặc dù có nhiều điểm tương tự, tính năng khác biệt hoàn toàn công nghệ Force Touch sử dụng trên những chiếc Apple Watch và MacBook, vì nó nhạy hơn Force Touch và cảm ứng nhận được nhiều lực nhấn khác. Vì có những linh cần thiết để thực hiện tính năng 3D Touch, iPhone 6S nặng hơn so với thế hệ trước.
Camera sau của iPhone 6S được nâng cấp với từ 8 megapixel từ các thế hệ trước lên 12 megapixel. Camera trước cũng được trang bị với độ phân giải 5 megapixel. Ngoài ra, nó cũng cũng có thể quay video với độ phân giải 4K cũng như 1080p tại 60 khung hình trên giây.
Một trong những cải tiến rõ rệt so với iPhone 6 đó là iPhone 6S và 6S Plus dùng chip flash TLC NAND của SK Hynix sử dụng công nghệ NVMe, cho phép tốc độ đọc tối đa lên tới 1,840 megabytes trên giây.

### Phần mềm
iPhone 6S được cài đặt iOS 9; hệ điều hành mới được trang bị tính năng 3D Touch cho phép sử dụng các thao tác mới, bao gồm Peek (dùng lực ngón tay nhấn nhẹ) vào để xem trước và Pop (nhấn lực mạnh hơn) thì thông tin và các tùy chọn sẽ xuất hiện, và đối với các icon cũng như tất cả ứng dụng đều sẽ hiển thị nội dung theo cách nhấn tương tự. Tính năng "Retina Flash" đóng vai trò như đèn flash hỗ trợ khả năng selfie khi chụp ảnh trong môi trường có ánh sáng rất yếu. Tính năng "Live Photos" cho phép chụp ảnh đồng thời quay một video ngắn về đối tượng chụp.

## Tiếp nhận
Nilay Patel của The Verge năm 2015 đã mô tả 6S, đặc biệt là mẫu 6S Plus là "điện thoại tốt nhất trên thị trường bây giờ.... Không có công ty nào khác có thể tung ra một tính năng như 3D Touch và làm cho nó hoạt động theo cách gợi ý tạo ra các mô hình giao diện hoàn toàn mới và mọi nhà sản xuất điện thoại khác cần tìm hiểu chính xác lý do tại sao camera của Apple rất phù hợp trước khi chúng thực sự có thể cạnh tranh." Samuel Gibbs của The Guardian nhận xét rằng điện thoại "có tiềm năng trở thành điện thoại thông minh bán chạy nhất trên thị trường, nhưng thời lượng pin của nó gây thất vọng sâu sắc" và mô tả camera này là "không đi trước đối thủ nữa". Tom Salinger của The Register đã ca ngợi hiệu năng, lưu ý rằng "chúng tôi hiện đang sử dụng điện thoại có hiệu năng của PC", nhưng mô tả 3D Touch "chỉ là một máy rung được tôn vinh" và "không tốt... bạn vẫn không biết điều gì sẽ xảy ra cho đến khi bạn thử nó ". Ryan Smith và Joshua Ho của AnandTech đã trao tặng iPhone 6S và 6S Plus Giải thưởng Editors' Choice Gold Award, chủ yếu dựa trên hiệu năng của thiết bị và bổ sung 3D Touch.

### Bán hàng
Vào thứ Hai sau khi iPhone 6S ra mắt vào cuối tuần, Apple đã thông báo rằng họ đã bán được 13 triệu chiếc, một con số kỷ lục vượt quá doanh số 10 triệu chiếc ra mắt của iPhone 6 vào năm 2014. Trong những tháng sau khi ra mắt, Apple đã chứng kiến sự sụt giảm hàng quý đầu tiên hàng năm về doanh số iPhone, được quy cho một thị trường điện thoại thông minh bão hòa tại các quốc gia bán hàng lớn nhất của Apple và người tiêu dùng ở các nước đang phát triển không mua iPhone.

## Sự cố phần cứng

### Tắt nguồn đột ngột
Vào tháng 11 năm 2016, Apple đã thông báo rằng "một số lượng rất nhỏ" các thiết bị iPhone 6S được sản xuất từ tháng 9 đến tháng 10 năm 2015 có pin bị lỗi đột ngột ngừng hoạt động. Mặc dù Apple lưu ý rằng các vấn đề về pin "không phải là vấn đề an toàn", họ đã công bố chương trình thay pin cho các thiết bị bị ảnh hưởng. Khách hàng có thiết bị bị ảnh hưởng, trải rộng "phạm vi số sê-ri giới hạn", có thể kiểm tra số sê-ri thiết bị của họ trên trang web của Apple và nếu bị ảnh hưởng, họ sẽ được thay pin miễn phí tại Apple Store hoặc các nhà cung cấp dịch vụ ủy quyền Apple.
Vào tháng 12 năm 2016, Apple đã tiết lộ chi tiết mới về vấn đề này, nói rằng các thiết bị bị ảnh hưởng có chứa "thành phần pin tiếp xúc với không khí xung quanh được kiểm soát lâu hơn so với trước khi lắp ráp vào bộ pin".

## Dòng sản phẩm
| Dòng thời gian của các mẫu iPhone         |
| ----------------------------------------- |
| Xem thêm: Timeline of Apple Inc. products |

Nguồn: Apple Newsroom Archive